# Hilfsmaßeinheit
Eine Hilfsmaßeinheit (auch Pseudoeinheit, Pseudomaßeinheit, Pseudomaß oder selten Hinweiswort) ist ein bestimmter Wert einer Größe, der in der Art einer Maßeinheit für Größen mit der Einheit Eins benutzt wird.
Hilfsmaßeinheiten dienen zur Verdeutlichung in bestimmten Zusammenhängen und zur leichteren Handhabung von Zahlenwerten, obwohl die jeweilige Größe auch durch eine Zahl ohne Einheit beschrieben werden könnte. Viele Hilfsmaßeinheiten haben auch ein Einheitenzeichen.

## Mengeneinheiten und Zählmaße
Stückmaße
- Stück (Stk.) in der Logistik

spezielle höhere Maßeinheiten:
- Dutzend (Dzd., 1 Dutzend = 12)
- Schock (veraltet, 1 Schock = 5 Dutzend = 60)
- Gros (veraltet, 1 Gros = 12 Dutzend = 144)
- Großgros (veraltet, 1 Großgros = 12 Gros = 1728)

Zählmaße für Menschen
- Person (Pers.) i. A.
- Kopf, etwa in der Wirtschaftsstatistik
- Einwohner (EW), amtliche Statistik
- Mann, insb. militärisch
- Pax (Hilfsmaßeinheit) , Maßeinheit für Passagiere (ICAO-Code), Gäste, Veranstaltungsbesucher in geschätzter/gerundeter Anzahl
- Seele, veraltet für Einwohnerzahl, im religiösen Sprachgebrauch veraltet für Zahl der Einwohner der jeweiligen Konfession

Zählmaße für Papier
- Heft
- Ries
- Ballen

## Einheiten für Quotienten gleichartiger Größen

### Linear
Menge/Menge
- per unit (pu = 1) (üblich in der elektrischen Energietechnik)
- Prozent (% = 1/100)
- Promille (‰ = 1/1000)
- Basispunkt (‱ = 1/10 000) (üblich im Finanzwesen)
- Parts per million (1 ppm = 1/1 000 000)
- Parts per billion (1 ppb = 1/1 000 000 000)

Länge/Länge (ebener Winkel)
- Radiant (1 rad = 1 m / 1 m = 1)[2]
- Grad (1° = π/180 rad)[3]
- Gon (gon,[3] 1 gon = π/200 rad)
- Strich ( ¯, mil, A‰; 1¯ = 2π/6400 rad)

Fläche/Fläche (Raumwinkel)
- Steradiant (1 sr = 1 m² / 1 m² = 1)[2]
- Quadratgrad ((°)², veraltet, 1(°)² = (2{\displaystyle \pi }/360)² sr)

Zeit/Zeit
- Erlang (Erl, erl)

Andere
- Blendenzahl (f)

### Logarithmisch
In den folgenden Fällen weist die Hilfsmaßeinheit darauf hin, dass der Größenwert der Größe durch einen vereinbarten Größenwert dividiert und der Quotient logarithmiert wurde. Der „vereinbarte Größenwert“ und die Basis des Logarithmus müssen ersichtlich sein, ggf. also angegeben werden; oft sind sie bereits aus dem Zusammenhang klar, etwa, wenn DIN-Normen zugrunde liegen.
- Magnitude (mag)
- Neper (1 Np = ln e = 1),[1][4] für die Angabe der Größen Maß und Pegel in der Akustik und Nachrichtentechnik mit natürlichen Logarithmen
- Bel (B) bzw. Dezibel (1 dB ≈ 0,1151293 Np),[4] wie bei Neper, aber mit dekadischen Logarithmen

Akustik
- Phon (phon)[5] für die Lautstärke
- Sone (sone) für die Lautheit
- Bark (Bark) für die wahrgenommene Tonhöhe
- Mel (mel) für die wahrgenommene Tonhöhe
- Cent (Cent, C)[6] für Intervall
- Dekade (dec)[7] bei Verwendung des dekadischen Logarithmus' für Intervall, logarithmischer Frequenzbereich
- Oktave (oct)[7] bei Verwendung des binären Logarithmus' für Intervall, logarithmischer Frequenzbereich

Informationstheorie
- Bit (bit) für die Angabe der Speicherkapazität[8]
- Shannon (1 Sh = lb 2 = 1) (Informationsgehalt)
- Ban, veraltet (Informationsgehalt)
- Nit (nit), veraltet (Informationsgehalt)

## Weiteres
Bei physikalischen Größen hat man grundsätzlich auf die Trennung von Größenwert (Einheit) und Zusatzinformationen zu achten. Gerade bei Hilfsmaßeinheiten sind jedoch Vermischungen, z. T. sogar durch Vorgabe einer DIN-Norm, in Verwendung, beispielsweise „dB (C)“ (hierbei ist das „(C)“ ein Hinweis auf eine Bewertung, mit der die logarithmische Größe in der Hilfsmaßeinheit Dezibel bewertet wurde).